# Capoluogo (Italia)
Un capoluogo in Italia designa un capoluogo sede di regione, di provincia o di comune. Per quel che concerne i comuni e le province, nella maggioranza dei casi, ma non sempre, il nome del capoluogo della circoscrizione amministrativa coincide con quello dell'istituzione stessa.

## Tipologia

### Capoluogo di comune
Si parla di capoluogo di comune quando un comune è composto da più di una località. In questo caso, solitamente, il comune assume la denominazione del solo capoluogo, sede della civica amministrazione, mentre gli altri centri abitati sono detti tipicamente frazioni (o talvolta borgate, municipi, ecc.). Nei casi in cui il comune non ha un centro ben definito, si parla di comune sparso: in questi casi, in genere, la sede comunale non si trova nel capoluogo e il comune può prendere il nome da più frazioni (es. Veduggio con Colzano), da una frazione del comune stesso che non ne è il capoluogo (es. Cosio Valtellino), o semplicemente assumere un nome geografico non direttamente collegato con i singoli centri abitati (es. Sambuca Pistoiese, Monte Argentario). Abbastanza frequenti sono stati in Italia i casi, nel XX secolo, di frazioni che si sono distaccate dal comune di appartenenza per passare sotto altri comuni o diventare comuni autonomi.

### Capoluogo di provincia o città metropolitana
Nel capoluogo di provincia o città metropolitana ha sede l'amministrazione provinciale o metropolitana. Numerosi segmenti della pubblica amministrazione hanno suddivisioni territoriali a carattere provinciale o metropolitana, aventi sede nei rispettivi capoluoghi.
I capoluoghi di provincia italiani di norma danno la denominazione all'ente provinciale (o equivalente), a differenza ad esempio di quanto avviene con i dipartimenti francesi, che hanno denominazioni geografiche; in Italia ciò avviene invece solo in sei casi, ossia la provincia del Verbano-Cusio-Ossola, la provincia di Monza e della Brianza, la provincia della Gallura Nord-Est Sardegna, la provincia dell'Ogliastra, la provincia del Medio Campidano e la provincia del Sulcis Iglesiente.
In Italia, inoltre, i capoluoghi sono quasi sempre anche il centro più popoloso del territorio amministrato. Esistono le seguenti sei eccezioni: la provincia di Imperia, nella quale la città più popolosa è Sanremo, il Libero consorzio comunale di Trapani, nel quale la città più popolata è Marsala, la provincia di Varese, nella quale la città più popolata è Busto Arsizio, il libero consorzio comunale di Caltanissetta, nel quale la città più popolata è Gela, dal 2017 la provincia di Macerata, nella quale la città più popolata è Civitanova Marche, dal 2018 la provincia di Cosenza, nella quale la città più popolata è Corigliano-Rossano, e dal 2020 la provincia di Ascoli Piceno, nella quale la città più popolata è San Benedetto del Tronto.
Nel solo caso della provincia di Barletta-Andria-Trani esistono tre capoluoghi ufficiali (Barletta, Andria e Trani), mentre esistono sette province con due capoluoghi: provincia di Forlì-Cesena (Forlì e Cesena), provincia di Pesaro e Urbino (Pesaro e Urbino), provincia di Massa-Carrara (Massa e Carrara), provincia della Gallura Nord-Est Sardegna (Olbia e Tempio Pausania), provincia dell'Ogliastra (Tortolì e Lanusei), provincia del Medio Campidano (Sanluri e Villacidro), provincia del Sulcis Iglesiente (Carbonia e Iglesias). A fronte di 110 enti di tipo provinciale in Italia, le città capoluogo di provincia sono dunque 119.
Nonostante la soppressione delle quattro province del Friuli-Venezia Giulia avvenuta nel dicembre 2016, i comuni di Gorizia, Pordenone, Trieste e Udine mantengono le prerogative connesse alla qualificazione di "capoluogo di provincia" previste dalla normativa statale e regionale.
La legge sulle autonomie locali prevede che, nei comuni capoluogo di provincia, il numero di consiglieri comunali ed il numero minimo e massimo di assessori in giunta siano sempre quelli previsti per i comuni che superano i centomila abitanti, anche se si tratta di comuni meno popolosi.

### Capoluogo di regione
Nel capoluogo di regione hanno sede consiglio e giunta della regione stessa. Alcune articolazioni dell'pubblica amministrazione, sia di quella centrale sia di quelle periferiche, hanno suddivisioni regionali aventi sede nei capoluoghi di regione.
Tutte le regioni italiane hanno un solo capoluogo. Il capoluogo di regione è ubicato nella città con il maggior numero di abitanti della regione per 17 regioni su 20: fanno eccezione l'Abruzzo, dove il capoluogo è L'Aquila ma la città più popolosa è Pescara, la Calabria, che ha come capoluogo Catanzaro mentre la città con più abitanti è Reggio Calabria, e il Veneto, in cui il capoluogo è Venezia ma la città con più abitanti è Verona. In alcuni casi determinate funzioni sono attribuite a una pluralità di centri: nel Trentino-Alto Adige il Consiglio regionale si riunisce per metà legislatura a Trento e per il restante periodo a Bolzano, in Friuli-Venezia Giulia alcune funzioni sono decentrate a Udine, in Abruzzo il Consiglio regionale e la Giunta si riuniscono anche a Pescara, che ospita metà degli Assessorati regionali, in Calabria il Consiglio regionale ha sede a Reggio Calabria.
I capoluoghi di regione italiani, a esclusione di Aosta (la Valle d'Aosta non è, infatti, suddivisa in province), sono tutti contemporaneamente anche capoluoghi di provincia o di città metropolitana.
Lo statuto della Regione Emilia-Romagna, approvato nel 2005, individua ufficialmente come capoluogo regionale l'intera città metropolitana di Bologna anziché il solo comune di Bologna, come indicato nel precedente statuto del 1990.

## Lista dei capoluoghi di regione e provincia o città metropolitana italiani
La lista seguente riporta l'elenco di tutti i capoluoghi di regione e di provincia o di città metropolitana italiani e dei loro sindaci con indicata la formazione politica di appartenenza. I capoluoghi di regione sono riportati in grassetto.
| Regione               | Provincia Città metropolitana | Capoluogo          | Sindaco                          | Partito                 | Partito                         | Giunta                  | Giunta                  |
| --------------------- | ----------------------------- | ------------------ | -------------------------------- | ----------------------- | ------------------------------- | ----------------------- | ----------------------- |
| Abruzzo               | Chieti                        | Chieti             | Diego Ferrara                    |                         | Partito Democratico             |                         | Centro-sinistra         |
| Abruzzo               | L'Aquila                      | L'Aquila           | Pierluigi Biondi                 |                         | Fratelli d'Italia               |                         | Centro-destra           |
| Abruzzo               | Pescara                       | Pescara            | Carlo Masci                      |                         | Forza Italia                    |                         | Centro-destra           |
| Abruzzo               | Teramo                        | Teramo             | Gianguido D'Alberto              |                         | Indipendente di sinistra        |                         | Centro-sinistra         |
| Basilicata            | Matera                        | Matera             | Antonio Nicoletti                |                         | Indipendente di centro-destra   |                         | Centro-destra           |
| Basilicata            | Potenza                       | Potenza            | Vincenzo Telesca                 |                         | Partito Democratico             |                         | Centro-sinistra         |
| Calabria              | Catanzaro                     | Catanzaro          | Nicola Fiorita                   |                         | Indipendente di sinistra        |                         | Centro-sinistra         |
| Calabria              | Cosenza                       | Cosenza            | Franz Caruso                     |                         | Partito Socialista Italiano     |                         | Centro-sinistra         |
| Calabria              | Crotone                       | Crotone            | Vincenzo Voce                    |                         | Civico di centro-sinistra       |                         | Liste civiche           |
| Calabria              | Reggio Calabria               | Reggio Calabria    | Giuseppe Falcomatà               |                         | Partito Democratico             |                         | Centro-sinistra         |
| Calabria              | Vibo Valentia                 | Vibo Valentia      | Enzo Romeo                       |                         | Indipendente di centro-sinistra |                         | Centro-sinistra         |
| Campania              | Avellino                      | Avellino           | Capoluogo commissariato          | Capoluogo commissariato | Capoluogo commissariato         | Capoluogo commissariato | Capoluogo commissariato |
| Campania              | Benevento                     | Benevento          | Clemente Mastella                |                         | Noi Campani                     |                         | Centro                  |
| Campania              | Caserta                       | Caserta            | Capoluogo commissariato          | Capoluogo commissariato | Capoluogo commissariato         | Capoluogo commissariato | Capoluogo commissariato |
| Campania              | Napoli                        | Napoli             | Gaetano Manfredi                 |                         | Indipendente di centro-sinistra |                         | Centro-sinistra         |
| Campania              | Salerno                       | Salerno            | Vincenzo Napoli                  |                         | Partito Democratico             |                         | Centro-sinistra         |
| Emilia-Romagna        | Bologna                       | Bologna            | Matteo Lepore                    |                         | Partito Democratico             |                         | Centro-sinistra         |
| Emilia-Romagna        | Forlì-Cesena                  | Cesena             | Enzo Lattuca                     |                         | Partito Democratico             |                         | Centro-sinistra         |
| Emilia-Romagna        | Ferrara                       | Ferrara            | Alan Fabbri                      |                         | Lega                            |                         | Centro-destra           |
| Emilia-Romagna        | Forlì-Cesena                  | Forlì              | Gian Luca Zattini                |                         | Indipendente di centro-destra   |                         | Centro-destra           |
| Emilia-Romagna        | Modena                        | Modena             | Massimo Mezzetti                 |                         | Partito Democratico             |                         | Centro-sinistra         |
| Emilia-Romagna        | Parma                         | Parma              | Michele Guerra                   |                         | Italia in Comune                |                         | Centro-sinistra         |
| Emilia-Romagna        | Piacenza                      | Piacenza           | Katia Tarasconi                  |                         | Partito Democratico             |                         | Centro-sinistra         |
| Emilia-Romagna        | Ravenna                       | Ravenna            | Alessandro Barattoni             |                         | Partito Democratico             |                         | Centro-sinistra         |
| Emilia-Romagna        | Reggio Emilia                 | Reggio nell'Emilia | Marco Massari                    |                         | Partito Democratico             |                         | Centro-sinistra         |
| Emilia-Romagna        | Rimini                        | Rimini             | Jamil Sadegholvaad               |                         | Partito Democratico             |                         | Centro-sinistra         |
| Friuli-Venezia Giulia | Gorizia (soppressa)           | Gorizia            | Rodolfo Ziberna                  |                         | Forza Italia                    |                         | Centro-destra           |
| Friuli-Venezia Giulia | Pordenone (soppressa)         | Pordenone          | Alessandro Basso                 |                         | Fratelli d'Italia               |                         | Centro-destra           |
| Friuli-Venezia Giulia | Trieste (soppressa)           | Trieste            | Roberto Dipiazza                 |                         | Forza Italia                    |                         | Centro-destra           |
| Friuli-Venezia Giulia | Udine (soppressa)             | Udine              | Alberto Felice De Toni           |                         | Indipendente di centro-sinistra |                         | Centro-sinistra         |
| Lazio                 | Frosinone                     | Frosinone          | Riccardo Mastrangeli             |                         | Forza Italia                    |                         | Centro-destra           |
| Lazio                 | Latina                        | Latina             | Matilde Celentano                |                         | Fratelli d'Italia               |                         | Centro-destra           |
| Lazio                 | Rieti                         | Rieti              | Daniele Sinibaldi                |                         | Fratelli d'Italia               |                         | Centro-destra           |
| Lazio                 | Roma                          | Roma               | Roberto Gualtieri                |                         | Partito Democratico             |                         | Centro-sinistra         |
| Lazio                 | Viterbo                       | Viterbo            | Chiara Frontini                  |                         | Civico di centro-destra         |                         | Liste civiche           |
| Liguria               | Genova                        | Genova             | Silvia Salis                     |                         | Indipendente di centro-sinistra |                         | Centro-sinistra         |
| Liguria               | Imperia                       | Imperia            | Claudio Scajola                  |                         | Indipendente di centro-destra   |                         | Centro-destra           |
| Liguria               | La Spezia                     | La Spezia          | Pierluigi Peracchini             |                         | Indipendente di centro-destra   |                         | Centro-destra           |
| Liguria               | Savona                        | Savona             | Marco Russo                      |                         | Partito Democratico             |                         | Centro-sinistra         |
| Lombardia             | Bergamo                       | Bergamo            | Elena Carnevali                  |                         | Partito Democratico             |                         | Centro-sinistra         |
| Lombardia             | Brescia                       | Brescia            | Laura Castelletti                |                         | Indipendente di centro-sinistra |                         | Centro-sinistra         |
| Lombardia             | Como                          | Como               | Alessandro Rapinese              |                         | Civico indipendente             |                         | Liste civiche           |
| Lombardia             | Cremona                       | Cremona            | Andrea Virgilio                  |                         | Partito Democratico             |                         | Centro-sinistra         |
| Lombardia             | Lecco                         | Lecco              | Mauro Gattinoni                  |                         | Indipendente di centro-sinistra |                         | Centro-sinistra         |
| Lombardia             | Lodi                          | Lodi               | Andrea Furegato                  |                         | Partito Democratico             |                         | Centro-sinistra         |
| Lombardia             | Mantova                       | Mantova            | Mattia Palazzi                   |                         | Partito Democratico             |                         | Centro-sinistra         |
| Lombardia             | Milano                        | Milano             | Giuseppe Sala                    |                         | Indipendente di centro-sinistra |                         | Centro-sinistra         |
| Lombardia             | Monza e Brianza               | Monza              | Paolo Pilotto                    |                         | Partito Democratico             |                         | Centro-sinistra         |
| Lombardia             | Pavia                         | Pavia              | Michele Lissia                   |                         | Partito Democratico             |                         | Centro-sinistra         |
| Lombardia             | Sondrio                       | Sondrio            | Marco Scaramellini               |                         | Lega                            |                         | Centro-destra           |
| Lombardia             | Varese                        | Varese             | Davide Galimberti                |                         | Partito Democratico             |                         | Centro-sinistra         |
| Marche                | Ancona                        | Ancona             | Daniele Silvetti                 |                         | Forza Italia                    |                         | Centro-destra           |
| Marche                | Ascoli Piceno                 | Ascoli Piceno      | Marco Fioravanti                 |                         | Fratelli d'Italia               |                         | Centro-destra           |
| Marche                | Fermo                         | Fermo              | Paolo Calcinaro                  |                         | Civico di centro                |                         | Liste civiche           |
| Marche                | Macerata                      | Macerata           | Sandro Parcaroli                 |                         | Lega                            |                         | Centro-destra           |
| Marche                | Pesaro e Urbino               | Pesaro             | Andrea Biancani                  |                         | Partito Democratico             |                         | Centro-sinistra         |
| Marche                | Pesaro e Urbino               | Urbino             | Maurizio Gambini                 |                         | Indipendente di centro-destra   |                         | Centro-destra           |
| Molise                | Campobasso                    | Campobasso         | Marialuisa Forte                 |                         | Indipendente di centro-sinistra |                         | Centro-sinistra         |
| Molise                | Isernia                       | Isernia            | Piero Castrataro                 |                         | Indipendente di centro-sinistra |                         | Centro-sinistra         |
| Piemonte              | Alessandria                   | Alessandria        | Giorgio Abonante                 |                         | Partito Democratico             |                         | Centro-sinistra         |
| Piemonte              | Asti                          | Asti               | Maurizio Rasero                  |                         | Forza Italia                    |                         | Centro-destra           |
| Piemonte              | Biella                        | Biella             | Marzio Olivero                   |                         | Fratelli d'Italia               |                         | Centro-destra           |
| Piemonte              | Cuneo                         | Cuneo              | Patrizia Manassero               |                         | Partito Democratico             |                         | Centro-sinistra         |
| Piemonte              | Novara                        | Novara             | Alessandro Canelli               |                         | Lega                            |                         | Centro-destra           |
| Piemonte              | Torino                        | Torino             | Stefano Lo Russo                 |                         | Partito Democratico             |                         | Centro-sinistra         |
| Piemonte              | Verbano-Cusio-Ossola          | Verbania           | Giandomenico Albertella          |                         | Civico di centro-destra         |                         | Liste civiche           |
| Piemonte              | Vercelli                      | Vercelli           | Roberto Scheda                   |                         | Indipendente di centro-destra   |                         | Centro-destra           |
| Puglia                | Barletta-Andria-Trani         | Andria             | Giovanna Bruno                   |                         | Partito Democratico             |                         | Centro-sinistra         |
| Puglia                | Bari                          | Bari               | Vito Leccese                     |                         | Partito Democratico             |                         | Centro-sinistra         |
| Puglia                | Barletta-Andria-Trani         | Barletta           | Cosimo Cannito                   |                         | Indipendente di centro-destra   |                         | Centro-destra           |
| Puglia                | Brindisi                      | Brindisi           | Giuseppe Marchionna              |                         | Indipendente di centro-destra   |                         | Centro-destra           |
| Puglia                | Foggia                        | Foggia             | Maria Aida Episcopo              |                         | Indipendente di centro-sinistra |                         | Centro-sinistra         |
| Puglia                | Lecce                         | Lecce              | Adriana Poli Bortone             |                         | Io Sud                          |                         | Centro-destra           |
| Puglia                | Taranto                       | Taranto            | Piero Bitetti                    |                         | Indipendente di centro-sinistra |                         | Centro-sinistra         |
| Puglia                | Barletta-Andria-Trani         | Trani              | Amedeo Bottaro                   |                         | Partito Democratico             |                         | Centro-sinistra         |
| Sardegna              | Cagliari                      | Cagliari           | Massimo Zedda                    |                         | Partito Progressista            |                         | Centro-sinistra         |
| Sardegna              | Sud Sardegna                  | Carbonia           | Pietro Morittu                   |                         | Partito Democratico             |                         | Centro-sinistra         |
| Sardegna              | Nuoro                         | Nuoro              | Emiliano Fenu                    |                         | Movimento 5 Stelle              |                         | Centro-sinistra         |
| Sardegna              | Gallura Nord-Est Sardegna     | Olbia              | Settimo Nizzi                    |                         | Forza Italia                    |                         | Centro-destra           |
| Sardegna              | Oristano                      | Oristano           | Massimiliano Sanna               |                         | Riformatori Sardi               |                         | Centro-destra           |
| Sardegna              | Sassari                       | Sassari            | Giuseppe Mascia                  |                         | Partito Democratico             |                         | Centro-sinistra         |
| Sardegna              | Gallura Nord-Est Sardegna     | Tempio Pausania    | Giannetto Addis                  |                         | Civico di centro-destra         |                         | Liste civiche           |
| Sicilia               | Agrigento                     | Agrigento          | Francesco Miccichè               |                         | Indipendente di centro-destra   |                         | Centro-destra           |
| Sicilia               | Caltanissetta                 | Caltanissetta      | Walter Tesauro                   |                         | Forza Italia                    |                         | Centro-destra           |
| Sicilia               | Catania                       | Catania            | Enrico Trantino                  |                         | Fratelli d'Italia               |                         | Centro-destra           |
| Sicilia               | Enna                          | Enna               | Maurizio Dipietro                |                         | Italia Viva                     |                         | Centro                  |
| Sicilia               | Messina                       | Messina            | Federico Basile                  |                         | Sud chiama Nord                 |                         | Destra                  |
| Sicilia               | Palermo                       | Palermo            | Roberto Lagalla                  |                         | Unione di Centro                |                         | Centro-destra           |
| Sicilia               | Ragusa                        | Ragusa             | Giuseppe Cassì                   |                         | Indipendente di centro          |                         | Centro                  |
| Sicilia               | Siracusa                      | Siracusa           | Francesco Italia                 |                         | Azione                          |                         | Centro                  |
| Sicilia               | Trapani                       | Trapani            | Giacomo Tranchida                |                         | Partito Democratico             |                         | Centro-sinistra         |
| Toscana               | Arezzo                        | Arezzo             | Alessandro Ghinelli              |                         | Indipendente di centro-destra   |                         | Centro-destra           |
| Toscana               | Massa-Carrara                 | Carrara            | Serena Arrighi                   |                         | Indipendente di centro-sinistra |                         | Centro-sinistra         |
| Toscana               | Firenze                       | Firenze            | Sara Funaro                      |                         | Partito Democratico             |                         | Centro-sinistra         |
| Toscana               | Grosseto                      | Grosseto           | Antonfrancesco Vivarelli Colonna |                         | Indipendente di centro-destra   |                         | Centro-destra           |
| Toscana               | Livorno                       | Livorno            | Luca Salvetti                    |                         | Indipendente di centro-sinistra |                         | Centro-sinistra         |
| Toscana               | Lucca                         | Lucca              | Mario Pardini                    |                         | Indipendente di destra          |                         | Centro-destra           |
| Toscana               | Massa-Carrara                 | Massa              | Francesco Persiani               |                         | Lega                            |                         | Centro-destra           |
| Toscana               | Pisa                          | Pisa               | Michele Conti                    |                         | Lega                            |                         | Centro-destra           |
| Toscana               | Pistoia                       | Pistoia            | Alessandro Tomasi                |                         | Fratelli d'Italia               |                         | Centro-destra           |
| Toscana               | Prato                         | Prato              | Capoluogo commissariato          | Capoluogo commissariato | Capoluogo commissariato         | Capoluogo commissariato | Capoluogo commissariato |
| Toscana               | Siena                         | Siena              | Nicoletta Fabio                  |                         | Indipendente di centro-destra   |                         | Centro-destra           |
| Trentino-Alto Adige   | Bolzano                       | Bolzano            | Claudio Corrarati                |                         | Indipendente di centro-destra   |                         | Centro-destra           |
| Trentino-Alto Adige   | Trento                        | Trento             | Franco Ianeselli                 |                         | Indipendente di centro-sinistra |                         | Centro-sinistra         |
| Umbria                | Perugia                       | Perugia            | Vittoria Ferdinandi              |                         | Indipendente di centro-sinistra |                         | Centro-sinistra         |
| Umbria                | Terni                         | Terni              | Stefano Bandecchi                |                         | Alternativa Popolare            |                         | Centro                  |
| Valle d'Aosta         | Valle d'Aosta                 | Aosta              | Gianni Nuti                      |                         | Indipendente di centro-sinistra |                         | Centro-sinistra         |
| Veneto                | Belluno                       | Belluno            | Oscar De Pellegrin               |                         | Indipendente di centro-destra   |                         | Centro-destra           |
| Veneto                | Padova                        | Padova             | Sergio Giordani                  |                         | Indipendente di centro-sinistra |                         | Centro-sinistra         |
| Veneto                | Rovigo                        | Rovigo             | Valeria Cittadin                 |                         | Indipendente di centro-destra   |                         | Centro-destra           |
| Veneto                | Treviso                       | Treviso            | Mario Conte                      |                         | Lega                            |                         | Centro-destra           |
| Veneto                | Venezia                       | Venezia            | Luigi Brugnaro                   |                         | Coraggio Italia                 |                         | Centro-destra           |
| Veneto                | Verona                        | Verona             | Damiano Tommasi                  |                         | Indipendente di centro-sinistra |                         | Centro-sinistra         |
| Veneto                | Vicenza                       | Vicenza            | Giacomo Possamai                 |                         | Partito Democratico             |                         | Centro-sinistra         |